# Établissement de Collins Bay
Collins Bay Institution
L'Établissement de Collins Bay (en anglais : Collins Bay Institution) est un établissement correctionnel multi-niveaux situé à Kingston, dans la province de l'Ontario, au Canada. L'établissement relève du Service correctionnel du Canada.
L'établissement, ouvert en 1930, est actuellement le plus ancien pénitencier fédéral opérationnel en Ontario. La prison principale est à sécurité moyenne, avec un établissement à sécurité minimale (anciennement établissement Frontenac  ) situé sur le même domaine. Une unité à sécurité maximale de 96 places est également implanté dans l'établissement.

## Histoire
L'établissement de Collins Bay ouvre en 1930 sous le nom de « pénitencier de classe privilégiée (Ontario) » (en anglais : Preferred Class Penitentiary (Ontario)) afin d'accueillir le nombre croissant de détenus dans la région de l'Ontario.
La construction de l'établissement participe à la stratégie du gouvernement consistant à créer un niveau de sanctions gradué, qui place les délinquants dans des niveaux de sécurité correspondant au crime.
Les détenus du pénitencier de Kingston, situé à seulement 2 km de là, participent à la construction de la nouvelle prison.
Le bâtiment principal (A-1) est construit dans le style « château canadien » avec un toit en métal rouge à forte pente. Les lucarnes sont placées symétriquement à l'avant et à l'arrière, avec des tours pointues aux coins.
La tour centrale est beaucoup plus haute que les autres, avec un clocher au sommet. Les résidents locaux de Kingston en Ontario choisissent ainsi d'appeler officieusement cette structure « Disneyland North », en raison de sa ressemblance avec un château.
L'établissement de Collins Bay a une longue histoire de violence et de troubles. La prison, surnommée habituellement « The Bay » ou « CBI », a aussi reçu le surnom de « Gladiator School », en référence aux affrontements meurtriers qui se déroulent fréquemment entre les détenus.

## Description
La première unité d'hébergement des détenus (le bloc cellulaire B-1, construit en 1932) est une structure rectangulaire de deux étages construite en pierre calcaire et coiffée d'un toit mansardé. Le bâtiment dispose également de fenêtres en demi-cercle sur les murs extérieurs et d'enceintes cellulaires confinées au centre du bâtiment. Il s'agit du premier bâtiment construit dans l'enceinte de la prison.
Trois autres blocs cellulaires similaires ont été construits au cours des 20 années suivantes (B-2, B-3 et B-4). Les blocs sont référencés comme « 1 bloc, 2 bloc, 3 bloc et 4 bloc » par le personnel et les détenus.
Les blocs de 4 cellules d'origine ont été démolis pour faire place aux nouvelles unités, qui sont de conception en étoile. Les bâtiments 6 à 9 ont été ajoutés en 2008, et le bâtiment 11 en 2014.
Le bâtiment 11, d'une superficie de 3 500 m2. est une unité à sécurité maximale destiné à accueillir le surplus de détenus issu de la fermeture du pénitencier de Kingston en 2013.
En 2014, il y avait 32 bâtiments au sein de l'établissement de Collins Bay.

## Détenus notables
- Daniel Chi-Kwong Wong, conspirateur dans le meurtre de Bich-Ha Pan et tentative de meurtre sur Hann Pan orchestré par Jennifer Pan